# Быкова, Эльвира Борисовна
Эльвира Борисовна Быкова (13 сентября 1931 - 10 апреля 2022) — передовик советского приборостроения, бригадир Томского манометрового завода Министерства приборостроения, средств автоматизации и систем управления СССР, Герой Социалистического Труда (1971).

## Биография
Родилась 13 сентября 1931 года в городе Томске, в русской семье.
Не успела девочка завершить пять классов средней школы, как умерла её бабушка, которая воспитывала Эльвиру. Оставшись без родных, была вынуждена искать работу, шла Великая Отечественная война.
С 1945 года трудилась на Томском манометровом заводе Министерства приборостроения, средств автоматизации и систем управления СССР. Проработала здесь в общей сложности 51 год. Начала работать на складе готовой продукции, позже перешла трудиться в пятый цех, где занималась сборкой механизмов. Когда были выстроены новые корпуса завода, перешла работать туда токарем. Со временем стала бригадиром. Неоднократно становилась победителем социалистических соревнований.
Указом Президиума Верховного Совета СССР от 20 апреля 1971 года за особые заслуги и высокие производственные достижения в приборостроении Эльвире Борисовне Быковой было присвоено звание Героя Социалистического Труда с вручением ордена Ленина и медали «Серп и Молот».
Была делегатом XXV и XXVI съездов Партии. Являлась депутатом Томского областного Совета депутатов, членом Томского обкома КПСС.
В 1996 году вышла на заслуженный отдых.
Скончалась 10 апреля 2022 года на 91-м году жизни.

## Награды
За трудовые успехи была удостоена:
- золотая звезда «Серп и Молот» (20.04.1971)
- два ордена Ленина (02.07.1966, 20.04.1971)
- другие медали.